# Louis-Auguste Boileau
Pour les articles homonymes, voir Boileau.
Louis-Auguste Boileau, né le 25 mars 1812 à Paris et mort dans la même ville le 12 février 1896, est un architecte français. 
Menuisier de formation, il devient architecte et s'inscrit dans le courant néo-gothique en réalisant plusieurs églises dans ce style. Il est l'inventeur d'un système architectural original utilisant la fonte et le fer pour la construction des arcs, des voûtes et des piliers et est considéré comme un pionnier de la construction métallique.

## Biographie
Menuisier à Paris, Louis-Auguste Boileau apprend l'architecture auprès de Louis-Alexandre Piel.  
En 1843, il installe à Mirecourt (Vosges) un cabinet de "menuiserie architecturale sculptée",. Il est l'architecte de l'arrondissement de Mirecourt de 1845 à 1848 et dirige notamment la construction de la basilique Saint-Pierre Fourier de Mattaincourt. Parallèlement, il est membre de la Société d'émulation des Vosges de 1845 à 1851. 
En 1853, il publie un livre fondamental sur une « nouvelle forme architecturale » en réponse aux attentes de son temps. Les églises Saint-Eugène à Paris, Sainte-Marguerite au Vésinet (Yvelines) et Saint-Paul à Montluçon (Allier) sont les premières à mettre en pratique ses théories. 
À l'exposition universelle de 1878, un modèle de "ferme éclairante" lui vaut une médaille dans la classe du génie civil. Il développe alors ses théories sur la construction métallique en dehors de l'architecture religieuse dans deux nouveaux ouvrages : L'Architecture monumentale économique : système d'ossatures en métal pour la construction des édifices voûtés qui parait en 1880 et Principes et exemples d'architecture ferronnière : les grandes constructions édilitaires en fer : la halle-basilique qui parait en 1881. 
À la fin de sa carrière Louis-Auguste Boileau développe une réflexion historique et construit une véritable théorie de l'invention qu'il expose en 1886 dans son Histoire critique de l’invention en architecture : classification méthodique des œuvres de l’art monumental au point de vue du progrès et de son application à la composition de nouveaux types architectoniques dérivant de l’usage du fer. 

### Famille
Il est le père de l'architecte Louis-Charles Boileau (1837-1914) et le grand-père de l'architecte Louis-Hippolyte Boileau (1878-1948).

### Controverse avec Viollet-le-Duc
Louis-Auguste Boileau est un grand admirateur d'Eugène Viollet-le-Duc, dont il a lu et vu la majorité des projets. À cette époque, ce dernier préconise l'emploi des nouveaux matériaux, comme le fer et le verre, en les utilisant mieux pour de meilleures performances, les laissant apparaître, tout en gardant le style gothique, style qu'il étudie et met en pratique depuis de nombreuses années.
Louis-Auguste Boileau mettra donc en pratique les idées de son maître spirituel en construisant à Paris, de 1854 à 1856, l'église Saint-Eugène-Sainte-Cécile avec des matériaux de la révolution industrielle.
Eugène Viollet-le-Duc réagira alors en s'attaquant à son projet en le ridiculisant et en se moquant de ces nouveaux matériaux (« Pourquoi vouloir singer le style du passé ? Pourquoi ne pas utiliser ces matériaux à la façon des ingénieurs ? »[réf. nécessaire]), sans suggérer de référence architecturale.

## Principales réalisations
- Chapelle du séminaire d’Ajaccio (Corse-du-Sud)[3].
- Jubé de la collégiale Saint-Pierre d'Aire-sur-la-Lys (Pas-de-Calais)[2],[4].
- Buffet d'orgues du chœur de l'église Saint-Germain-l'Auxerrois à Paris[2].
- Chaire à prêcher de l’église Saint-Antoine de Compiègne (Oise) : vers 1830-1835[3],[4].
- Aménagement intérieur de l’église Saint-Nicolas de Dompaire  (Vosges) : 1845[3].
- Basilique Saint-Pierre-Fourier de Mattaincourt (Vosges) : 1846-1853[3].
- Église Saint-Eugène-Sainte-Cécile à Paris : 1855[3].
- Église Saint-Paul à Montluçon (Allier) : 1863-1869.
- Église Notre-Dame du Gua à Aubin (Aveyron) : 1865[7].
- Église Sainte-Marguerite du Vésinet (Yvelines) : 1865-1866[3].
- Église Notre-Dame-de-France à Londres : 1868[3].
- Chapelle de l’hospice de Clermont (Oise) : 1873-1874[3].

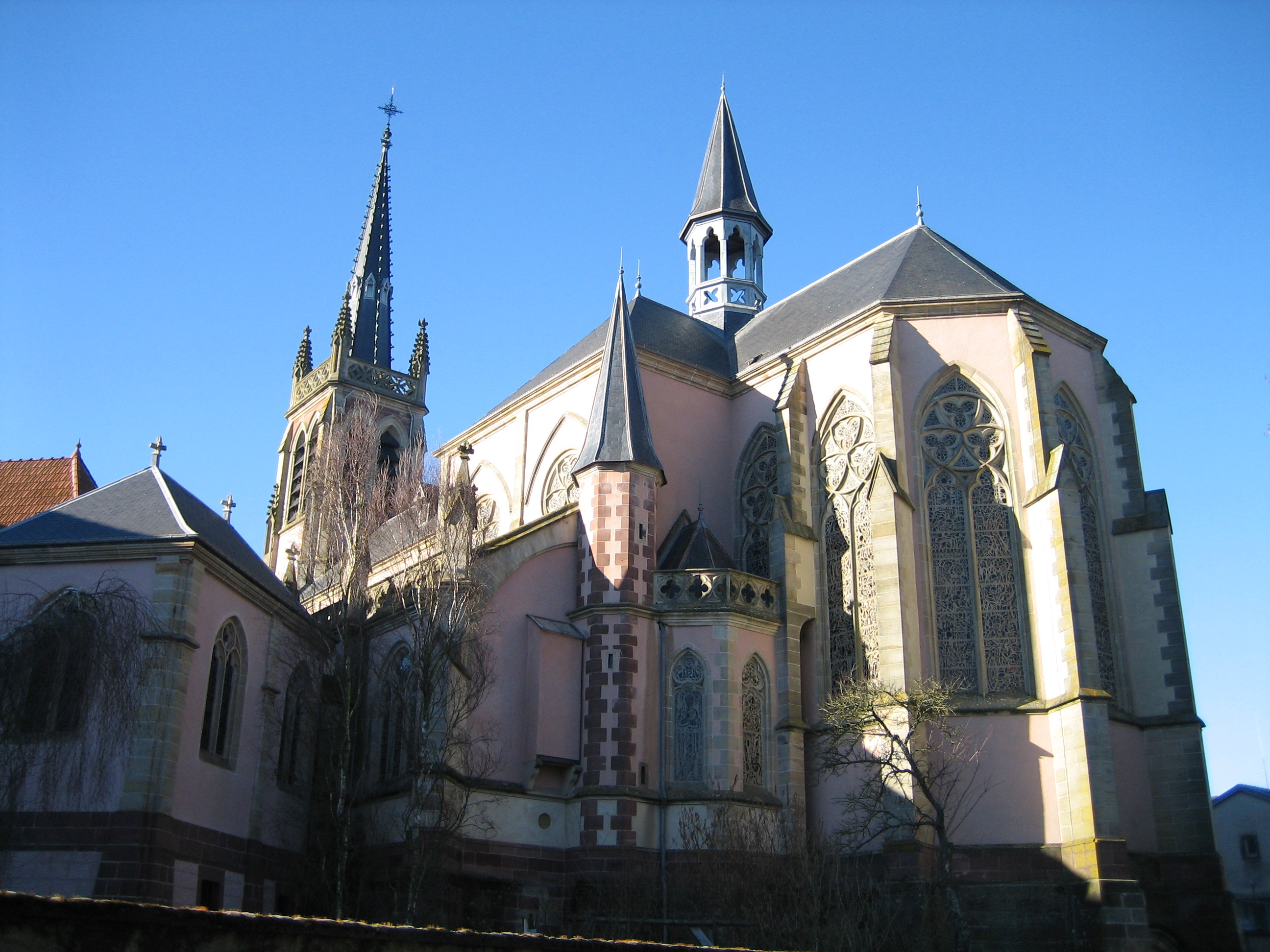
Basilique Saint-Pierre-Fourier de Mattaincourt.
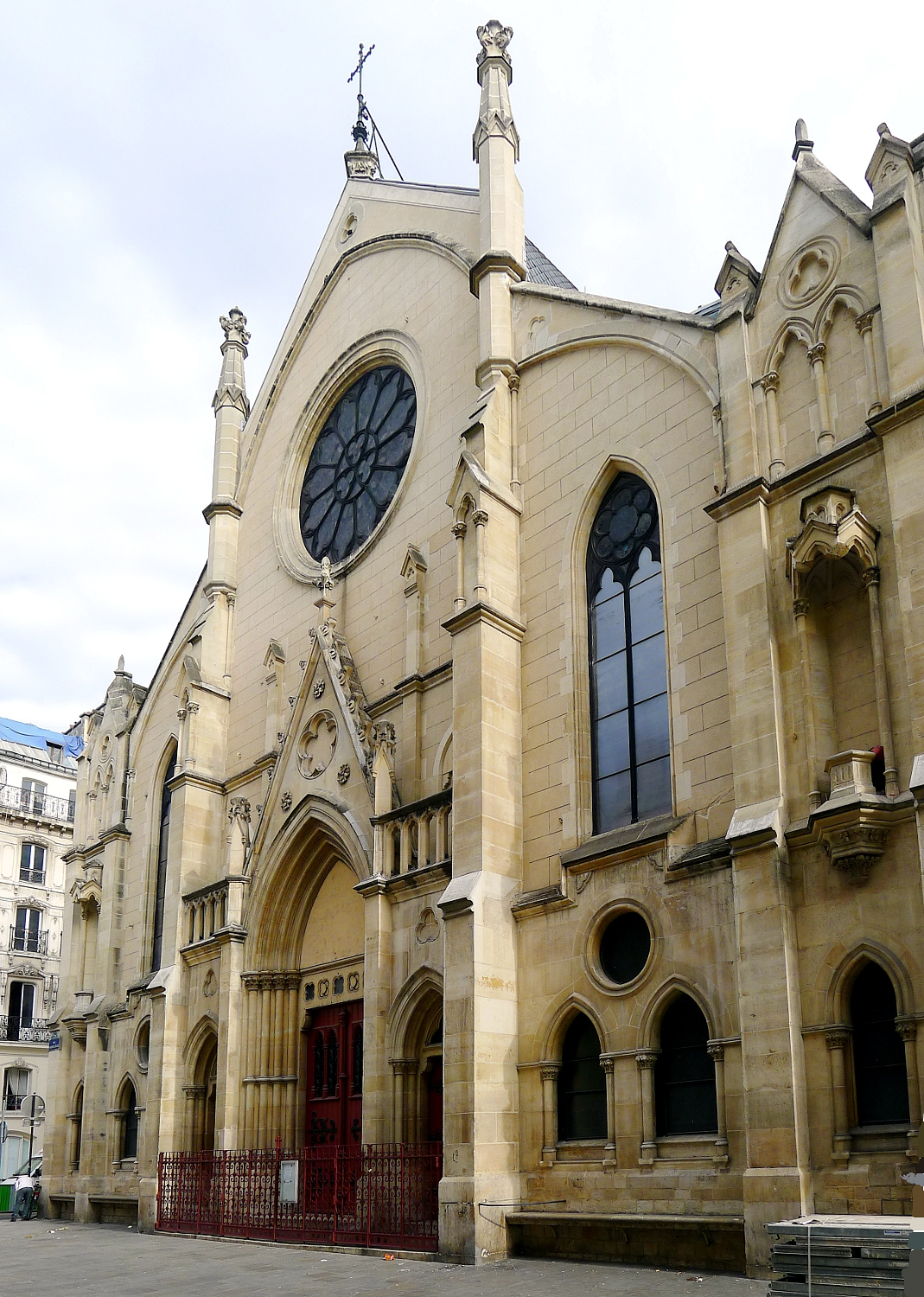
Église Saint-Eugène-Sainte-Cécile de Paris.
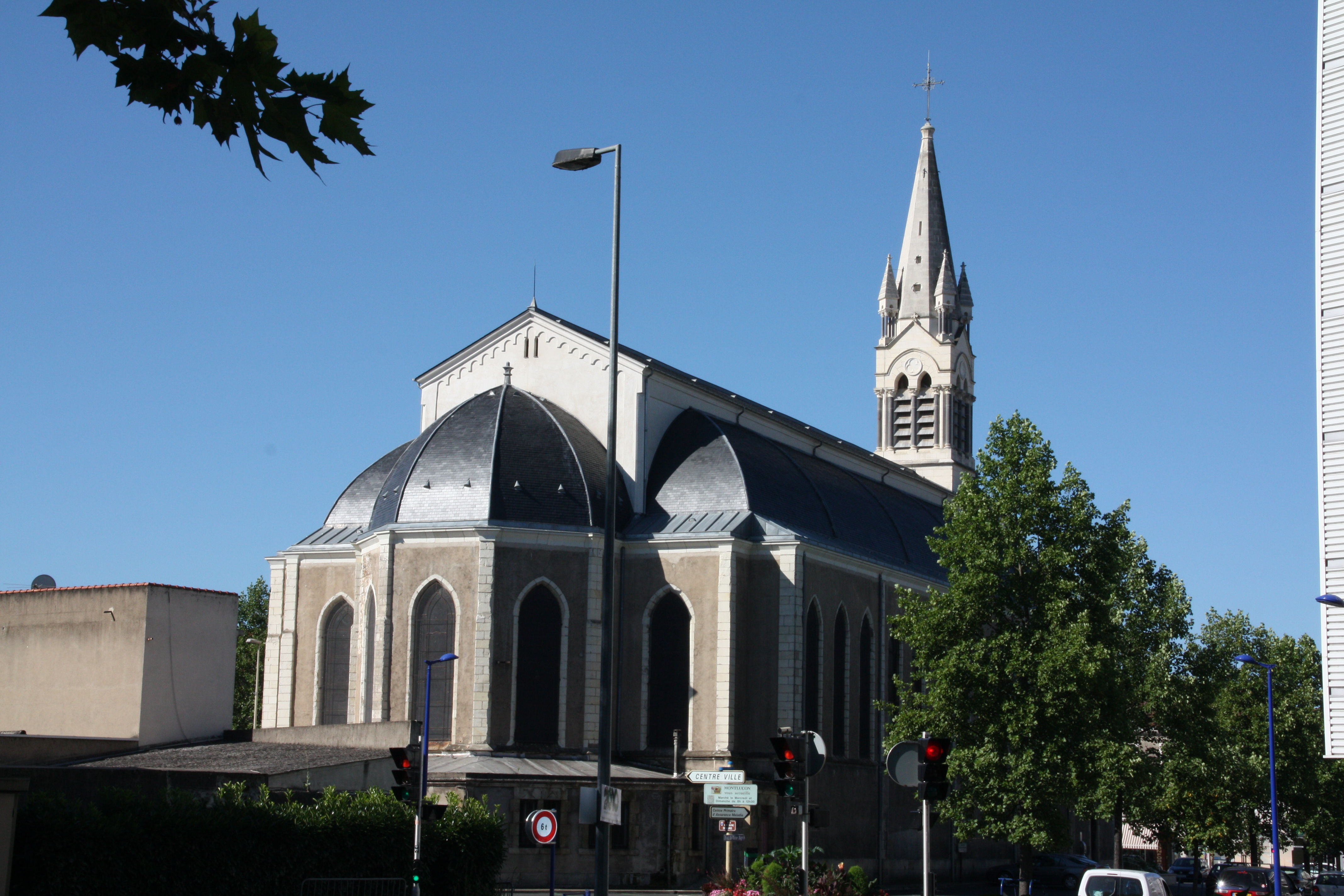
Église Saint-Paul de Montluçon.
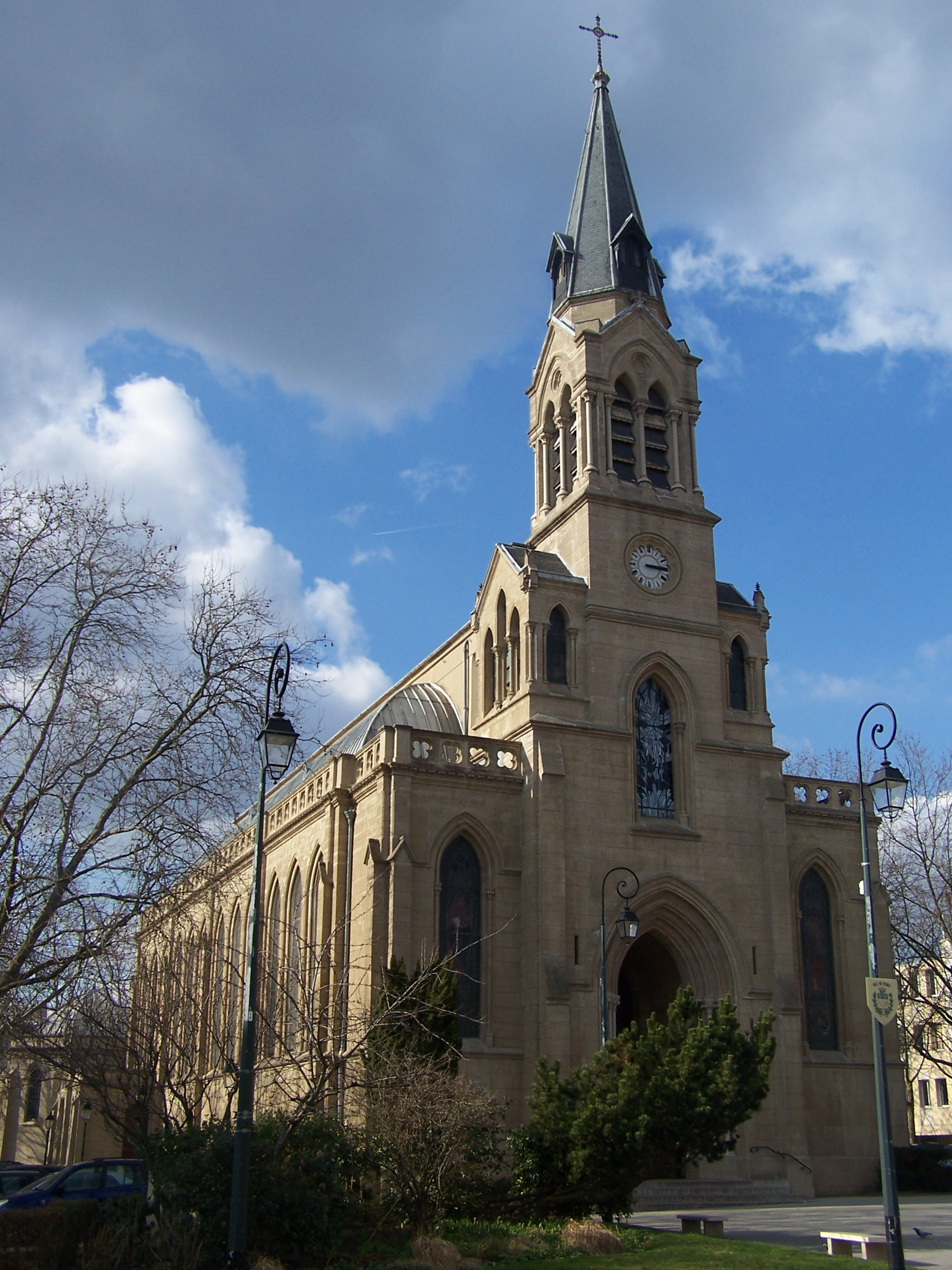
Église Sainte-Marguerite du Vésinet.
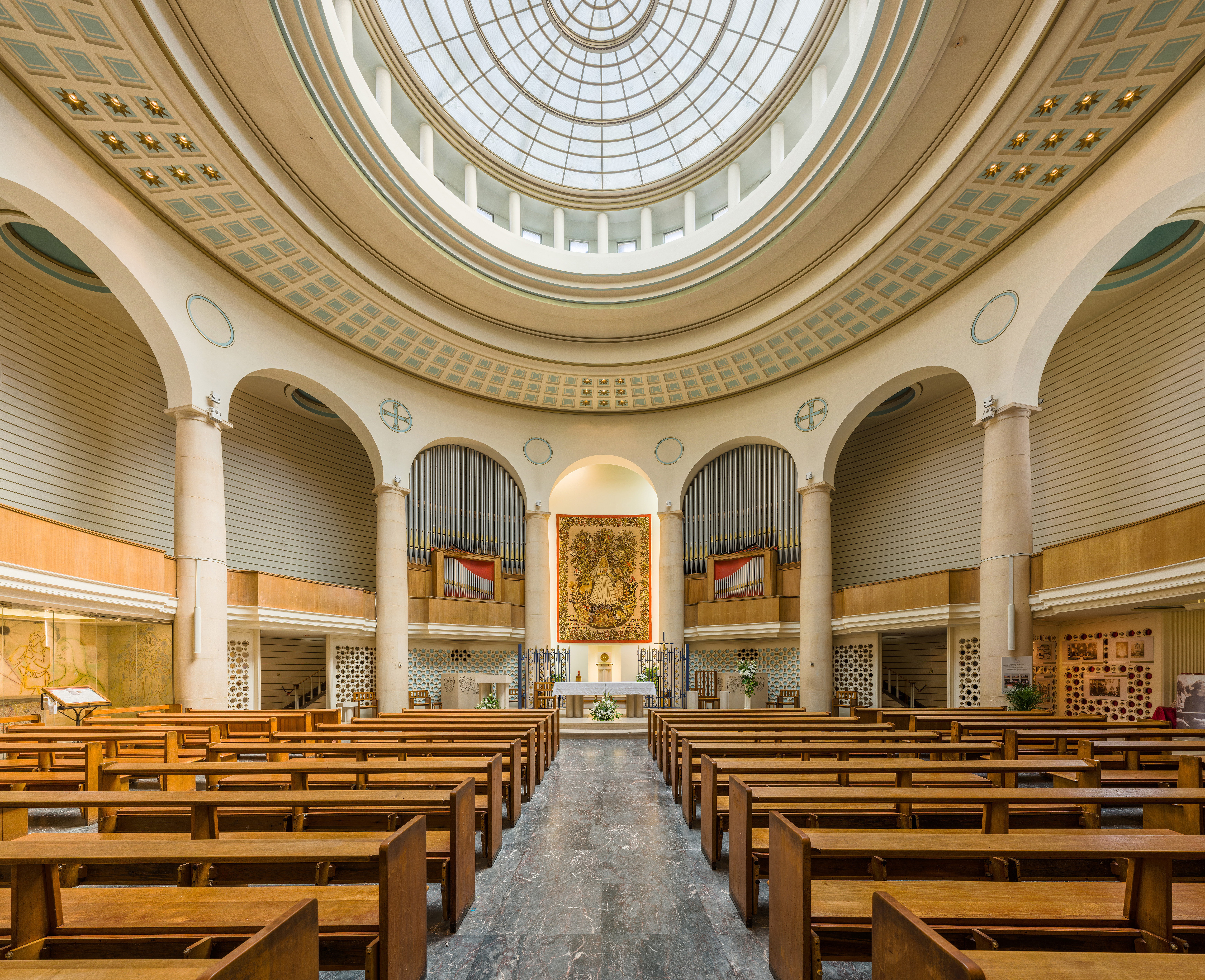
Église Notre-Dame de France à Londres.

## Publications

### Articles
- « Roubo (article biographique sur André-Jacob Roubo) », Portraits et histoire des hommes utiles..., vol. 4,‎ 1836, p. 113-117 (lire en ligne, consulté le 8 novembre 2023).
- « Mémoire sur diverses améliorations apportées dans l'emploi des bois pour la menuiserie », Annales de la Société d'émulation du département des Vosges, vol. 6, no cahier n°1,‎ 1846, p. 142-162 (ISSN 1146-7258, e-ISSN 2540-4369, lire en ligne, consulté le 8 novembre 2023).

### Monographies
- Louis-Auguste Boileau et F. Bellot, Traité complet de l'évaluation de la menuiserie, ou Méthode générale pour mesurer, détailler et mettre à prix les ouvrages de menuiserie en bâtiment et ceux de menuiserie d'art..., Paris, Carilian, 1847, 538-14 p. (lire en ligne).
- Louis Aimart, De L’Art religieux et monumental : à propos de la restauration et de la construction d’églises gothiques dans les Vosges, Nancy, Vagner, 1847[N 1].
- Nouvelle Forme architecturale : exposé, notes et appréciations, Paris, l'auteur et Gide et J. Baudry, 1853, 75 p. (lire en ligne).
- Le Fer, principal élément constructif de la nouvelle architecture : conclusions théoriques et pratiques pour servir de clôture au débat ouvert en 1855 sur l'application du métal (fer et fonte) à la construction des édifices publics, Paris, l'auteur, 1871, 114 p. (lire en ligne).
- La Halle-Basilique : principes et exemples d'architecture ferronnière : les grandes constructions édilitaires en fer, Paris, Louis Lacroix, 1881, 40-VIII p. (lire en ligne).
- Histoire critique de l'invention en architecture : classification méthodique des oeuvres de l'art monumental, au point de vue du progrès et de son application à la composition de nouveaux types architectoniques dérivant de l'usage du fer, Paris, Veuve Dunod, 1886, 168-XX p. (lire en ligne).